# Muscolo vasto
I muscoli vasti sono parte di un muscolo che presenta più ventri uniti in un tendine. Sono definiti "vasti" per differenziarli dai capi "lunghi" del muscolo.
- Muscolo tricipite brachiale:
  - vasto mediale;
  - vasto laterale.
- Muscolo quadricipite femorale:
  - muscolo vasto mediale;
  - muscolo vasto laterale;
  - muscolo vasto intermedio.